# Allegro Barbaro (Bartók)
Az Allegro Barbaro (Sz. 49, BB 63, W 29) Bartók Béla műve zongorára, 1911-ben készült. A zeneszerző tulajdonképpen saját művészete paródiájának szánta: a cím az előadás módja mellett arra is utal, hogy egyes kritikusok[pontosabban?] barbárnak minősítették a zenéjét, a két és egynegyed perces zongoradarabot azonban Bartók életművének, valamint a magyar és az egyetemes zenetörténet egyik legjelentősebb alkotásaként tartják számon.

## Jellemzői
Igor Sztravinszkij Tavaszi áldozat című műve mellett az Allegro Barbaro az egyik legjobb példa a 20. században megjelent új ritmuszenére. A polimodális zongoradarabban – akárcsak Sztravinszkij művében – fontos szerepet játszik a népzenei ihletés.
A teltfogású hangzatok ostinatóinak erőteljes lüktetése a zongoraszerűség határát jelenti, ezen az úton továbbhaladva már csak ütőhangszerek effektusai várnak a zeneszerzőre, aki egy ideig fel is használja ezeket az effektusokat. A súlyos és kíméletlen, pörölycsapásként lezuhanó akkordok azonban mégsem motorikus egyenletességgel játszandók, hanem azzal a rubato-szerű tagolással, amelyet a népdal illúzióját keltő téma megkíván. Ez a téma minimális hangközelmozdulásokból szerkesztett, lapidáris képlet, amelynek legjelentősebb – és leggyakrabban előforduló – hangköze a kisterc.
Kodály Zoltán, Ujfalussy József és Kárpáti János idevágó kutatásai kimutatták egyes Bartók-művek hangkészletbeli rokonságát az észak-afrikai arab népzenével. Ennek a hangkészletnek az Allegro barbaro kisterc-motivikája jellegzetes alkotóeleme.
Az „allegro barbaro” kifejezést (jelentése: 'erősen, gyorsan, „barbárosan”') Charles-Valentin Alkan francia zeneszerző már használta egy 1848-ban (több mint hatvan évvel Bartók művének születése előtt) írt etűdje (Douze études dans tous les tons majeurs [Etűdök minden dúrban], op. 35 No. 5) tempójelzéseként. E művet főleg a tempója teszi nehézzé, mivel a mű teljes egészét nagyon erősen és mégis nagyon gyorsan kell játszani. A mű Bartók darabjához hasonlóan rövid, mintegy 2 és fél perc hosszú (ha megfelelő sebességgel játsszák).

## Autográf anyagok
- Fogalmazvány (Budapesti Bartók Archívum: 176); szerzői tisztázata lappang.
- Másolat, Ismeretlen kopista írása (az eredeti lappang)

1. Fakszimile kiadása a Nyugatban jelent meg (1913); – ennek revideált példánya (Wiener Stadt- und Landbibliothek MH14293c) a Musikblätter des Anbruch-beli kiadás (1919) és az Universal Edition 5904 elsőkiadás (©1918, megj.: 1919) metszőpéldánya.

- A Boosey & Hawkes 15190 kiadás (1939) egy példánya, Bartók amerikai javításaival (Bartók Péter gyűjteménye: 29PFC1).

## Feldolgozások
- Emerson, Lake & Palmer együttes 1970-es bemutatkozó albumán The Barbarian címen dolgozta fel a művet; a lemez borítóján Bartók Béla elmosódott arcképe volt látható.
- Bartók élete során egy holland fúvószenekar készített átiratot a műből fúvós zenekarra